# Monteserín
Manuel López-Monteserín  (Allonquina, Fonsagrada, Lugo, 1926 - Llanes, Asturias, 2017) fue un pintor español que firmó habitualmente su obra como M. Monteserín.

## Actividad
Inició precozmente su actividad como pintor, obteniendo el premio de pintura en una exposición colectiva en Lugo a los trece años. Durante su juventud se distinguió como retratista de la alta burguesía madrileña y andaluza. En 1951 expuso por primera vez en la Exposición de Bellas Artes con una composición de grandes dimensiones titulada Taller Humilde. Monteserín realizó numerosas exposiciones en Madrid, Oviedo y Lugo, donde presentó una amplia obra pictórica consistente principalmente de paisajes, bodegones y retratos.

  En 1978 realizó un retrato del entonces Príncipe de Asturias, actualmente Felipe VI.  Su obra se conserva en el Museo de Lugo, en el Palacio Real de Aranjuez y en colecciones privadas en España, Estados Unidos, Chile y México. En 2008 el Museo de Lugo realizó una exposición retrospectiva de su pintura.